# IEC 61850
IEC 61850, psáno také IEC61850 či IEC-61850, je mezinárodní standard pro inteligentní elektronická zařízení v elektrické rozvodné síti. Je součástí definice norem IEC pro elektrickou rozvodnou síť. Abstraktní povaha protokolu umožňuje mapování protokolu na mnoho jiných protokolů, standardizované mapování zahrnuje protokoly MMS (Manufacturing Message Specification, specifikace zpráv pro výrobu), GOOSE (Generic Object Oriented Substation Event, obecná událost pro objekty rozvodných sítí) či SMV (Simple Measured Values, někdy též označováno jako SV, Simple Values). Všechny zmíněné protokoly jsou nadstavbou protokolu TCP/IP, ale mohou také fungovat v lokální síti elektrické rozvodny k zajištění rychlosti v rámci pod několik milisekund, což je rychlost nezbytná k zajištění bezpečnosti vypnutím vadných zařízení.

## Historie protokolu
Pro ovládání rozvodnových stanic existuje mnoho protokolů včetně proprietárních protokolů a vlastních vedení specifických vždy pro daného výrobce. Jelikož neexistoval jednotný standard a možnost komunikace zařízení od jednoho výrobce se zařízeními od jiného výrobce nebyla možná, bylo třeba začít situaci řešit navržením nového protokolu. Na protokolu se podílelo více než 60 členů konzorcia IEC ze různých zemí celého světa v roce 1995. Úkolem členů skupiny bylo si zodpovědět podstatné otázky a požadavky a vytvořit nový protokol. Tímto protokolem je právě protokol IEC-61850. Těmito otázkami a požadavky bylo:
1. Vytvořit jednotný protokol pro celou rozvodnu
2. Definovat si základní služby nezbytné k přenosu dat
3. Zajistit podporu pro interoperabilitu různých výrobců
4. Jednotnou metodu a formát pro ukládání všech dat
5. Definovat testovací scénáře potřebné pro splnění požadavků standardu

## Funkce
Funkce protokolu IEC 61850 zahrnují:
1. Modelování dat
2. Schémata hlášení
3. Rychlý přenos událostí
4. Nastavování skupin
5. Rychlý přenos vzorkovaných dat
6. Příkazy
7. Ukládání dat

Pro ukládání dat byl definován specializovaný jazyk SCL pro definici rozvodné stanice. Název SCL je anglickou zkratkou z výrazu Substation Configuration Language, tedy jazyk pro konfiguraci rozvoden.

## Softwarové implementace
Existuje několik softwarových implementací protokolu IEC-61850 pro případ, že chceme implementovat svůj vlastní IEC-61850 server či svoji vlastní klientskou aplikaci, například:
- libiec61850 - otevřená implementace v jazyce C/C++
- INFO TECH IEC 61850 - komerční implementace v jazyce C
- IEC 61850 Source Code Library - .NET implementace od Triangle MicroWorks